# C. Rajagopalachari
Chakravarti Rajagopalachari (10 tháng 12 năm 1878 - 25 tháng 12 năm 1972), thường được gọi là Rajaji hoặc gọi tắt là CR, còn được gọi là Mootharignar Rajaji  (Rajaji, Học giả danh dự), là một chính khách, nhà văn, luật sư và nhà hoạt động độc lập người Ấn Độ.  Rajagopalachari là Toàn quyền cuối cùng của Ấn Độ, khi đất nước này trở thành một nước Cộng hòa vào năm 1950. Ông cũng là Toàn quyền Ấn Độ đầu tiên sinh ra ở Ấn Độ, vì tất cả những người giữ chức vụ này trước đây đều là người Anh.
Rajagopalachari sinh ra ở làng Thorapalli của Hosur taluk thuộc quận Krishnagiri của Tamil Nadu và được học tại Đại học Trung ương, Bangalore và Đại học Presidency, Madras. Vào những năm 1900, ông bắt đầu hành nghề luật sư tại tòa án Salem. Khi bước vào chính trường, ông trở thành thành viên của hội đồng và sau đó là Chủ tịch của Thành phố Salem. Ông tham gia Đảng Quốc Đại Ấn Độ và tham gia vào các cuộc kích động chống lại Đạo luật Rowlatt, tham gia phong trào Bất hợp tác, Vaikom Satyagraha và phong trào Bất tuân dân sự.
Năm 1930, Rajagopalachari đã mạo hiểm vào tù khi dẫn đầu cuộc tuần hành Vedaranyam Salt Satyagraha để hưởng ứng Phong trào Dandi March. Năm 1937, Rajagopalachari được bầu làm Thủ tướng của Thuộc địa Madras (Madras Presidency) và phục vụ cho đến năm 1940, khi ông từ chức do Anh tuyên chiến với Đức. Sau đó, ông ủng hộ sự hợp tác trong nỗ lực chiến tranh của Anh và phản đối Phong trào Thoát Ấn.
Ông ủng hộ các cuộc đàm phán với cả Muhammad Ali Jinnah và Liên đoàn Hồi giáo toàn Ấn và đề xuất cái mà sau này được gọi là Công thức C. R. Năm 1946, Rajagopalachari được bổ nhiệm làm Bộ trưởng Bộ Công nghiệp, Cung ứng, Giáo dục và Tài chính trong Chính phủ Lâm thời Ấn Độ, và sau đó là Thống đốc Tây Bengal từ năm 1947 đến năm 1948, Toàn quyền Ấn Độ từ năm 1948 đến năm 1950, Bộ trưởng Bộ Nội vụ Liên minh từ năm 1951 đến năm 1952 và là Thủ hiến bang Madras từ năm 1952 đến năm 1954.
Năm 1959, ông rời bỏ Đảng Quốc Đại Ấn Độ và thành lập Đảng Swatantra, đảng này đã đối đầu với Đảng Quốc Đại trong các cuộc bầu cử các năm 1962, 1967 và 1971. Rajagopalachari là người có công trong việc thành lập một mặt trận thống nhất đối đầu với Đảng Quốc Đại ở bang Madras dưới thời C. N. Annadurai. Ông mất ngày 25/12/1972 ở tuổi 94.
Rajagopalachari là một nhà văn xuất sắc, người đã có những đóng góp lâu dài cho nền văn học tiếng Anh của Ấn Độ và cũng được ghi nhận là người đã sáng tác ra bài hát Kurai Onrum Illai trên nền Nhạc Carnatic. Ông đã bị chỉ trích vì đề xuất việc học tiếng Hindi bắt buộc và Đề án Giáo dục Tiểu học Madras gây tranh cãi ở Bang Madras. Các nhà phê bình thường cho rằng sự nổi tiếng của ông trong lĩnh vực chính trị là do ông được cả Mahatma Gandhi và Jawaharlal Nehru yêu thích. Rajagopalachari được Gandhi mô tả là "người canh giữ lương tâm của tôi".